# John Corbett
John Joseph Corbett (sinh ngày 9 tháng 5 năm 1961) là một diễn viên người và ca sĩ nhạc đồng quê Mỹ. Anh được biết đến với các vai diễn Chris Stevens Northern Exposure của CBS và Aidan Shaw trên phim của HBO Sex and the City. Anh đã diễn lại vai trò lần thứ hai cho phần tiếp theo của bộ phim  Sex and the City 2 (2010). Corbett cũng đóng vai nam chính, Ian Miller, trong bộ phim hài lãng mạn My Big Fat Greek Wedding (2002) và 2016 phần tiếp theo.
Corbett đóng vai Max Gregson trong showtime United States of Tar, được tái hiện lại dưới tên Seth Holt trong bộ phim truyền hình của NBC Parenthood, và được đánh dấu là Josiah "Flash" Bacon trên FX Sex & Ma túy & Rock & Roll. Ngoài diễn xuất, Corbett đã phát hành hai album country, bao gồm cả Billboard - với tên ; lần đầu tiên đặt tên chính mình.

## Tiểu sử
Corbett sinh ra ở Wheeling, West Virginia, con duy nhất của Sandra "Sandy" (nhũ danh Pavilack) và John Marshall Corbett. His parents were married in 1963 when Corbett was two. Anh lớn lên trong một khu chung cư gần sông Ohio với mẹ và cha dượng của mình, cả hai đều làm việc tại câu lạc bộ âm nhạc của chú mình Phillip. Corbett được nuôi dạy trong môi trường Công giáo, và là một cậu bé giúp lễ trong bảy năm tại Nhà thờ chính tòa St. Joseph. Cha của ông, là một phần củalai Anh một phần, sinh ra và lớn lên ở Bellaire, Ohio, và là một thành viên của Jehovah's Witnesses. Mẹ của Corbett là người Do Thái (một phần người gốc người Do Thái Nga).

## Danh sách phim

### Điện ảnh
| Năm  | Tựa                                            | Vai                     | Ghi chú           |
| ---- | ---------------------------------------------- | ----------------------- | ----------------- |
| 1991 | Flight of the Intruder                         | Big Augie               |                   |
| 1993 | Tombstone                                      | Johnny Barnes           |                   |
| 1996 | Wedding Bell Blues                             | Cary Maynard Philco     |                   |
| 1997 | Volcano                                        | Norman Calder           |                   |
| 1999 | Desperate But Not Serious                      | Jonathan Silver         |                   |
| 2000 | Dinner Rush                                    | Ken Roloff              |                   |
| 2001 | Prancer Returns                                | Tom Sullivan            |                   |
| 2001 | Serendipity                                    | Lars Hammond            |                   |
| 2002 | My Big Fat Greek Wedding                       | Ian Miller              |                   |
| 2003 | My Dinner with Jimi                            | Henry Diltz             |                   |
| 2004 | Raise Your Voice                               | Mr. Torvald             |                   |
| 2004 | Elvis Has Left the Building                    | Miles Taylor            |                   |
| 2004 | Raising Helen                                  | Dan Parker              |                   |
| 2005 | Bigger Than the Sky                            | Michael Degan           |                   |
| 2005 | Magnificent Desolation: Walking on the Moon 3D | Jack Schmitt            | Documentary short |
| 2006 | Dreamland                                      | Henry                   |                   |
| 2007 | The Messengers                                 | John Burwell            |                   |
| 2008 | Street Kings                                   | Detective Dante Demille |                   |
| 2008 | The Burning Plain                              | John                    |                   |
| 2009 | Baby on Board                                  | Danny Chambers          |                   |
| 2009 | I Hate Valentine's Day                         | Greg Gatlin             |                   |
| 2010 | Sex and the City 2                             | Aidan Shaw              |                   |
| 2010 | Ramona and Beezus                              | Robert Quimby           |                   |
| 2014 | Kiss Me                                        | Chance                  |                   |
| 2014 | The Lookalike                                  | Bobby Zan               |                   |
| 2015 | The Boy Next Door                              | Garrett Peterson        |                   |
| 2016 | My Big Fat Greek Wedding 2                     | Ian Miller              |                   |
| 2016 | My Dead Boyfriend                              | Primo Schultz           |                   |
| 2017 | All Saints                                     | Michael Spurlock        |                   |
| 2018 | God's Not Dead: A Light in Darkness            | Pearce Hill             |                   |
| 2018 | To All the Boys I've Loved Before              | Dr. Dan Covey           |                   |
| 2018 | The Silence                                    |                         | Hậu kỳ            |

### Truyền hình
| Năm       | Tựa                                | Vai                     | Ghi chú                                                |
| --------- | ---------------------------------- | ----------------------- | ------------------------------------------------------ |
| 1988      | The Wonder Years                   | Louis                   | Episode: "Angel"                                       |
| 1990–1995 | Northern Exposure                  | Chris Stevens           | 110 episodes                                           |
| 1995–1996 | Days of Our Lives                  | Hospital Administrator  | 4 episodes                                             |
| 1996      | Innocent Victims                   | Tim Hennis              | Television film                                        |
| 1996      | Don't Look Back                    | Morgan Rose             | Television film                                        |
| 1996      | The Morrison Murders               | Walker Morrison         | Television film                                        |
| 1997–1998 | The Visitor                        | Adam MacArthur          | 13 episodes                                            |
| 1998      | The Warlord: Battle for the Galaxy | Justin Thorpe           | Television film                                        |
| 1999      | The Sky's On Fire                  | Dr. Evan Thorne         | Television film                                        |
| 2000      | On Hostile Ground                  | Matt Andrews            | Television film                                        |
| 2000–2003 | Sex and the City                   | Aidan Shaw              | 22 episodes                                            |
| 2001      | Private Lies                       | David                   | Television film                                        |
| 2003      | Lucky                              | Michael Linkletter      | 13 episodes                                            |
| 2003      | Gary the Rat                       | Frank Spillogotoriettio | Episode: "This Is Not a Pipe"                          |
| 2005      | Hunt for Justice                   | Capt. John Tanner       | Television film                                        |
| 2007      | Montana Sky                        | Ben McKintock           | Television film                                        |
| 2009–2011 | United States of Tara              | Max Gregson             | 36 episodes                                            |
| 2010      | November Christmas                 | Tom Marks               | Television film                                        |
| 2011      | Glenn Martin, DDS                  | Big Jim                 | Episode: "Glenn and the Art of Motorcycle Maintenance" |
| 2011–2015 | Parenthood                         | Seth Holt               | 10 episodes                                            |
| 2011      | Ricochet                           | Duncan Hatcher          | Television film                                        |
| 2011      | Hunt for the I-5 Killer            | Dave Kominek            | Television film                                        |
| 2012      | A Smile as Big as the Moon         | Mike Kersjes            | Television film                                        |
| 2013      | NCIS: Los Angeles                  | Roy Haines              | 2 episodes                                             |
| 2015–2016 | Sex & Drugs & Rock & Roll          | Josiah Bacon            | 20 episodes                                            |
| 2016–2017 | Still the King                     | Trayne Crowstown        | 4 episodes                                             |
| 2017      | Mata Hari                          | Rudolph McCloud         | 4 episodes                                             |
| 2018      | Portlandia                         | John Corbett            | Episode: "Peter Follows P!nk"                          |